# 遠山晃
遠山 晃（とおやま あきら）は、コナミデジタルエンタテインメントのゲームクリエイター。

## 人物
野球ゲームの『実況パワフルプロ野球シリーズ』（パワプロ）のスタッフ。
以前はデザイナーやディレクターを務めた。パワプロ12ではプロデューサーを務めた。
その後、プランナーを務め、現在は実況パワフルプロ野球2012でディレクターを務める。
趣味はアーケード対戦格闘ゲーム、大会での優勝経験もあり。

## 主な作品
- 実況パワフルプロ野球シリーズ
- パワプロ サクセス・レジェンズ - プランニング